# Calystryma trebula
Calystryma trebula är en fjärilsart som beskrevs av William Chapman Hewitson 1868. Calystryma trebula ingår i släktet Calystryma och familjen juvelvingar. Inga underarter finns listade i Catalogue of Life.